# Campeonato Potiguar de Futebol de 2015 - Segunda Divisão
O Campeonato Potiguar de Futebol - Segunda Divisão 2015 foi a 17ª edição do campeonato estadual de futebol da 2ª divisão do Rio Grande do Norte.

## Regulamento
O Campeonato Potiguar de Futebol – Segunda Divisão 2015 foi disputado por quatro equipes. O torneio foi disputado no sistema de pontos corridos observando-se o sistema de rodízio simples (todos contra todos), com jogos de ida e volta.

### Classificação geral
A equipe campeã foi o ASSU, que obteve o melhor índice técnico em todo o campeonato, ou seja, maior pontuação levando-se em consideração os critérios de desempate, caso necessário. Assim, assegurou vaga na Primeira Divisão de 2016.

### Critérios de desempate
Em caso de igualdade no número de pontos na competição, os critérios de desempate foram, nesta ordem:

 I   – Maior número de vitórias; 

II  – Maior saldo de gols; 

III – Maior número de gols marcados; 

IV – Menor número de gols sofridos;

V – Menor número de cartões vermelhos;

VI – Menor número de cartões amarelos;

VII – Sorteio.

## Participantes
| Equipe           | Cidade  | Em 2014                | Estádio   | Capacidade | Títulos        |
| ASSU             | Assú    | 10º (Primeira divisão) | Edgarzão  | 4 200      | 0 (não possui) |
| Atlético Potengi | Natal   | Não Participou         | Nazarenão | 4 100      | 0 (não possui) |
| Mossoró          | Mossoró | Não Participou         | Nogueirão | 4 000      | 0 (não possui) |
| Santa Cruz       | Natal   | Não Participou         | Nazarenão | 4 100      | 0 (não possui) |

## Tabela

### Jogos de ida

#### 1ª rodada
| 22 de agosto de 2015 | Santa Cruz de Natal  | 2 - 2          | Atlético Potengi       | Nazarenão, Goianinha                          |
| 16:00                | Pará 7' · Rafael 63' | Súmula Borderô | Binha 15' · Flavio 64' | Público: 54 Árbitro: RN Luiz de França Varela |

| 22 de agosto de 2015 | Mossoró | 0 - 3          | ASSU                                       | Nogueirão, Mossoró                               |
| 17:00                |         | Súmula Borderô | Nininho 10' · Duduzinho 61' · Da Silva 80' | Público: 226 Árbitro: RN Emanoel Eduardo Marinho |

#### 2ª rodada
| 29 de agosto de 2015 | Mossoró      | 1 - 3          | Santa Cruz de Natal                         | Nogueirão, Mossoró                               |
| 16:00                | Pedrinho 88' | Súmula Borderô | Juninho Bahia 37' · Hudson 44' · Andrey 76' | Público: 45 Árbitro: RN Alciney Santos de Araújo |

| 29 de agosto de 2015 | ASSU | 0 - 0          | Atlético Potengi | Edgarzão, Assu                                   |
| 17:00                |      | Súmula Borderô |                  | Público: 786 Árbitro: RN Leandro de Sales Barchz |

#### 3ª rodada
| 4 de setembro de 2015 | Atlético Potengi            | 3 - 1          | Mossoró      | Nazarenão, Goianinha                           |
| 16:00                 | Erisson 48', 79' · Doda 53' | Súmula Borderô | Pedrinho 59' | Público: 4 Árbitro: RN Emanoel Eduardo Marinho |

| 5 de setembro de 2015 | Santa Cruz de Natal | 0 - 2          | ASSU                          | Nazarenão, Goianinha                     |
| 16:00                 |                     | Súmula Borderô | Val Paraíba 51' · Nininho 66' | Público: 52 Árbitro: RN Lenilson de Lima |

### Jogos de volta

#### 4ª rodada
| 12 de setembro de 2015 | Atlético Potengi | 0 - 1          | Santa Cruz de Natal | Nazarenão, Goianinha                              |
| 16:00                  |                  | Súmula Borderô | Juninho Bahia 90'   | Público: 26 Árbitro: RN Moisés Estevão Moura Lima |

| 13 de setembro de 2015 | ASSU        | 1 - 0          | Mossoró | Edgarzão, Assu                                          |
| 17:00                  | Jefinho 72' | Súmula Borderô |         | Público: 745 Árbitro: RN Rodrik Kennedy Oliveira Santos |

#### 5ª rodada
| 18 de setembro de 2015 | Atlético Potengi | 1 - 2          | ASSU                          | Nazarenão, Goianinha                            |
| 16:00                  | Doda 42'         | Súmula Borderô | Nininho 18' · Val Paraíba 29' | Público: 23 Árbitro: RN Emanoel Eduardo Marinho |

| 19 de setembro de 2015 | Santa Cruz de Natal                            | 4 - 3          | Mossoró                                     | Nazarenão, Goianinha                          |
| 16:00                  | Juninho Bahia 31', 86' · Hudson 38' · Pará 42' | Súmula Borderô | Johnson 28' · Daivinho 45+1' · Vinícius 73' | Público: 19 Árbitro: RN Luiz de França Varela |

#### 6ª rodada
| 24 de setembro de 2015 | Mossoró           | 2 - 1          | Atlético Potengi | Nogueirão, Mossoró                               |
| 16:00                  | Vinícius 78', 90' | Súmula Borderô | Erisson 16'      | Público: 30 Árbitro: RN Valdick Leão de Oliveira |

| 26 de setembro de 2015 | ASSU                                                                              | 6 - 3          | Santa Cruz de Natal                            | Edgarzão, Assu                              |
| 17:00                  | Val Paraíba 8' 9' · Duduzinho 63' · Pablo Oliveira 67' · Davyid 71' · Nininho 82' | Súmula Borderô | Juninho Bahia 12' (pen.) · Pará 50' · Will 76' | Público: 1 237 Árbitro: RN Lenilson de Lima |

## Classificação
| 1 | ASSU                | 16 | 6 | 5 | 1 | 0 | 14 | 4  | +10 |
| 2 | Santa Cruz de Natal | 10 | 6 | 3 | 1 | 2 | 13 | 14 | –1  |
| 3 | Atlético Potengi    | 5  | 6 | 1 | 2 | 3 | 7  | 8  | –1  |
| 4 | Mossoró             | 3  | 6 | 1 | 0 | 5 | 7  | 15 | –8  |

| ASSU                | —   | 0–0 | 1–0 | 6–3 |
| Atlético Potengi    | 1–2 | —   | 3–1 | 0–1 |
| Mossoró             | 0–3 | 2–1 | —   | 1–3 |
| Santa Cruz de Natal | 0–2 | 2–2 | 4–3 | —   |

|  |                                             |
|  | Campeão e Acesso à Primeira Divisão de 2016 |

|  |                      |
|  | Vitória do mandante  |
|  | Vitória do visitante |
|  | Empate               |

### Desempenho por rodada
- Clubes que lideraram a cada rodada:

| Rodadas | Rodadas | Rodadas | Rodadas | Rodadas | Rodadas |
| ------- | ------- | ------- | ------- | ------- | ------- |
| 1       | 2       | 3       | 4       | 5       | 6       |
| ASU     |         |         |         |         |         |

- Clubes que ficaram na última posição a cada rodada:

| Rodadas | Rodadas | Rodadas | Rodadas | Rodadas | Rodadas |
| ------- | ------- | ------- | ------- | ------- | ------- |
| 1       | 2       | 3       | 4       | 5       | 6       |
| MOS     |         |         |         |         |         |

## Premiação
| Campeonato Potiguar de Futebol Segunda Divisão 2015 |
| Assu                                                |
| --------------------------------------------------- |
| ASSU Campeão (1° título)                            |

## Artilharia
Atualizado em 26 de setembro de 2015.